# Quebrada Honda (San Lorenzo)
Quebrada Honda es un barrio ubicado en el municipio de San Lorenzo en el estado libre asociado de Puerto Rico. En el Censo de 2010 tenía una población de 1881 habitantes y una densidad poblacional de 271,19 personas por km².

## Geografía
Quebrada Honda se encuentra ubicado en las coordenadas 18°8′46″N 65°59′27″O / 18.14611, -65.99083. Según la Oficina del Censo de los Estados Unidos, Quebrada Honda tiene una superficie total de 6.94 km², de la cual 6.93 km² corresponden a tierra firme y (0.04%) 0 km² es agua.

## Demografía
Según el censo de 2010, había 1881 personas residiendo en Quebrada Honda. La densidad de población era de 271,19 hab./km². De los 1881 habitantes, Quebrada Honda estaba compuesto por el 79.37% blancos, el 8.93% eran afroamericanos, el 0.21% eran amerindios, el 7.39% eran de otras razas y el 4.09% pertenecían a dos o más razas. Del total de la población el 99.79% eran hispanos o latinos de cualquier raza.